# Youku
Youku Tudou Inc. (trước đây là Youku Inc.), tên kinh doanh là Youku (giản thể: 优酷; phồn thể: 優酷; Hán-Việt: Ưu Khốc; bính âm: Yōukù; nghĩa đen 'tốt hay'), là một dịch vụ lưu trữ video có trụ sở tại Bắc Kinh, Trung Quốc. Nó là một công ty con của Tập đoàn Alibaba.
Youku có trụ sở chính ở tầng thứ năm của Quảng trường Quốc tế Sinosteel (giản thể: 中钢国际广场; phồn thể: 中鋼國際廣場; Hán-Việt: Trung Gang quốc tế quảng trường; bính âm: Zhōnggāng Guójì Guăngchăng) tại Hải Điến, Bắc Kinh.
Vào ngày 12 tháng 3 năm 2012, Youku đã đạt được thoả thuận để có được cổ phiếu Tudou trong giao dịch chứng khoán, tổ chức mới được đặt tên là Youku Tudou Inc. Vào năm 2014, nền tảng này có hơn 500 triệu người dùng hoạt động hàng tháng, với 800 triệu lượt xem video hàng ngày.
Youku là một trong những nền tảng dịch vụ video và trực tuyến hàng đầu của Trung Quốc cùng với  iQiyi, Sohu, LeTV, V.QQ.com (Tencent Video), PPTV, 56.com và Funshion. Tuy nhiên, sự thống trị của Youku tại thị trường Trung Quốc đã bị lật đổ bởi đối thủ cạnh tranh của nó là iQiyi của Baidu vào năm 2015.
Vào ngày 4 tháng 12 năm 2018, Fan Luyuan, một đối tác của Tập đoàn Alibaba và là chủ tịch của Alibaba Entertainment, đồng thời là chủ tịch của Youku.

## Lịch sử
Youku được thành lập bởi Victor Koo (Gu Yongqiang), cựu chủ tịch của cổng internet Trung Quốc Sohu. Tháng 12 năm 2009 công ty thông báo rằng họ đã huy động được tổng cộng 110 triệu đô la vốn đầu tư. Các nhà đầu tư lớn bao gồm Brookside (Bain) Capital, Sutter Hill Ventures, Maverick Capital và Chengwei Ventures.